# Paul Sies

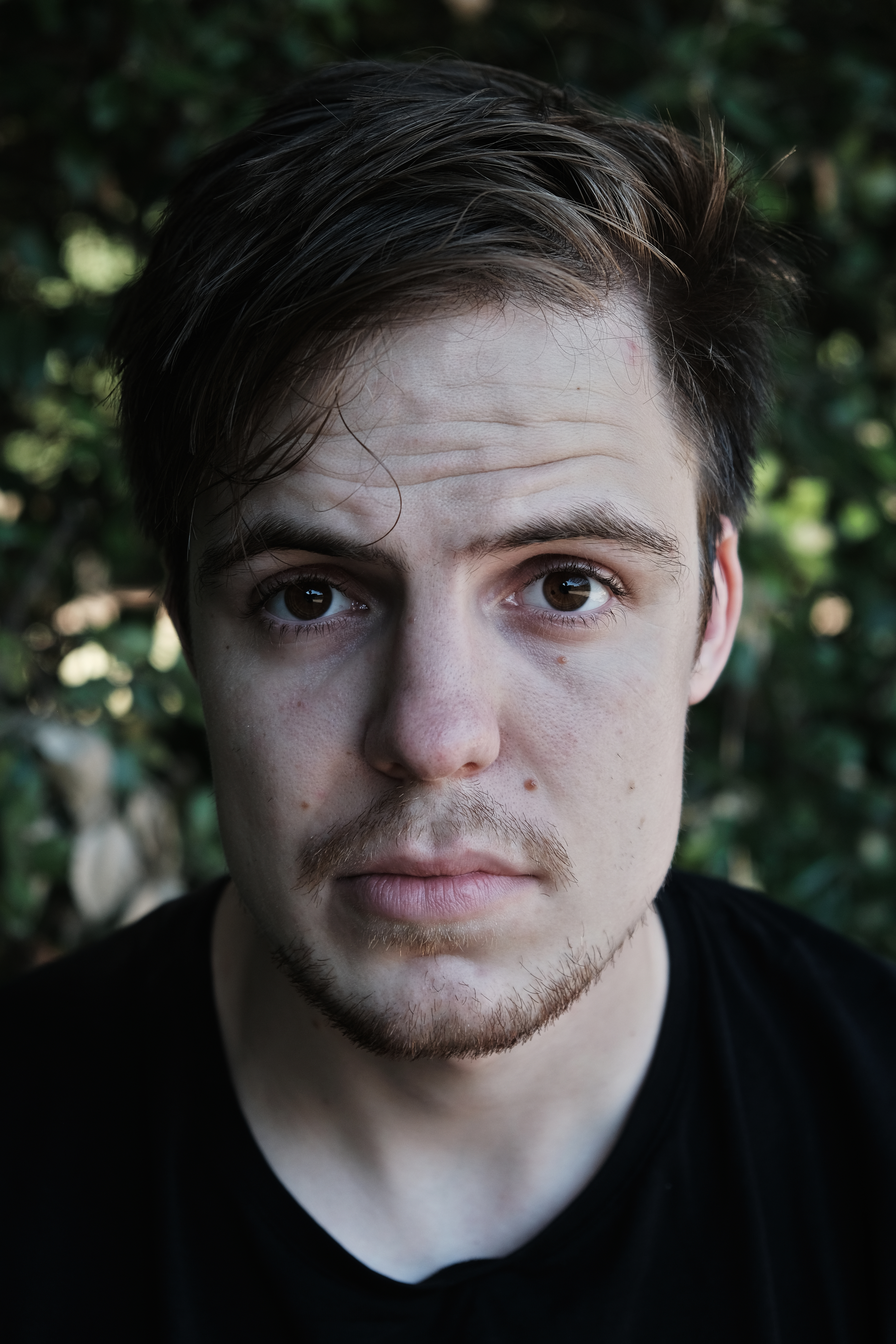
Paul Sies, 2020

Paul Sies (* 1994 in Bad Nauheim) ist ein deutscher Schauspieler und Musiker.

## Leben
Paul Sies wuchs in Darmstadt auf. Er studierte Schauspiel von 2015 bis 2019 an der staatlichen Hochschule für Musik und Theater „Felix Mendelssohn Bartholdy“ in Leipzig. Im Rahmen seines Schauspielstudiums war er Mitglied des Schauspielstudios am neuen theater Halle. Dort arbeitete er unter anderem mit Tilo Nest, Matthias Brenner, Henriette Hörnigk, Martina Eitner-Acheampong und Ronny Jakubaschk zusammen.
Seit 2019 ist Paul Sies festes Ensemblemitglied des Potsdamer Hans Otto Theaters, hier arbeitete er unter anderem mit Sascha Hawemann, Christoph Mehler, Konstanze Lauterbach, Alice Buddeberg, Petra Schönwald und Bettina Jahnke.
Sein musikalisches Debüt hatte Paul Sies 2019 mit der Veröffentlichung seines ersten Albums Die echte Welt. Seitdem spielt er deutschlandweit Konzerte, 2022 etwa auf dem Reeperbahnfestival oder im Mousonturm Frankfurt. 2022 veröffentlichte er beim Indielabel unserallereins sein zweites Studioalbum Why nicht.

## Theaterrollen (Auswahl)
Rollen am neuen theater Halle:                       
- 2017: Mein ziemlich seltsamer Freund Walter, Regie: Katharina Brankatschk
- 2017: Djihad Paradise, Regie: Ronny Jakubaschk
- 2018: Nachtasyl, Regie: Martina Eitner-Acheampong
- 2018: Floh im Ohr, Regie: Philippe Besson
- 2019: Alle außer das Einhorn, Regie: Katharina Brankatschk

Rollen am Hans Otto Theater Potsdam:
- 2019: Das achte Leben, Regie: Konstanze Lauterbach
- 2019: So lonely, Regie: Petra Schönwald[3]
- 2020: Maria Stuart, Regie: Alice Buddeberg
- 2020: Cabaret, Regie: Bernd Mottl
- 2020: Theater Hassen, Regie: Paul Sies
- 2021: Genie und Verbrechen, Regie: Elina Finkel
- 2021: Das Imperium des Schönen, Regie: Bettina Jahnke
- 2021: Die Stützen der Gesellschaft, Regie: Sascha Hawemann
- 2022: Amadeus, Regie: Bettina Jahnke[4]
- 2022: Die schmutzigen Hände[5], Regie: Christoph Mehler

## Diskografie

### Alben
- 2019: Die echte Welt[6]
- 2022: Why nicht
- 2025: Mein schöner Hals

### Singles
- 2021: Deutscher Humor
- 2021: Hallo alter Freund
- 2021: Die echte Welt
- 2021: Nullleben
- 2022: Das schlagseitene Mädchen
- 2022: So romantisch, ein Penner zu sein
- 2022: Die bösen Männer sind tot
- 2022: Trennungswalzer
- 2022: Maschinenbauergemetzel
- 2022: Die echte Welt 2022
- 2024: Mein schöner Hals
- 2024: Licht (mit MOLA)
- 2024: Arschgesicht mit Undercut
- 2024: Geträumt (mit Moritz Krämer)
- 2025: Traurig schon viel zu lang
- 2025: Boot

## Filmografie
- 2019: Gutes Mittelmaß – Filmuniversität Babelsberg, Regie: Antonia Leyla Schmidt
- 2020: Ella – Hochschule Ansbach, Regie: Leonie Waschik
- 2020: Pan liebt Echo (AT) – RBB Rundfunk Berlin-Brandenburg/Musikfestspiele Sanssouci, Regie: Fosco Dubini
- 2022: Schlechte Helden –  Spielfilm Amazon Prime